# Непокойчицкий, Артур Адамович
Артур Адамович Непокойчицкий (8 (20) декабря 1813 — 11 (23) ноября 1881) — русский генерал от инфантерии, генерал-адъютант. Член Военного совета и Государственного совета. Участник Кавказских походов, Крымской войны и русско-турецкой войны 1877—1878 гг., владелец усадьбы Осташево.

## Биография
Родился 8 (20) декабря 1813 года в Слуцке в семье уездного предводителя дворянства, происходил из белорусского шляхетского рода.
По окончании курса в Пажеском корпусе 30 августа 1832 года был произведён из камер-пажей в прапорщики и вступил в Лейб-гвардии Преображенский полк, из которого был направлен в Императорскую военную академию; 11 октября 1834 года, по завершении обучения в Академии, в чине подпоручика (произведён 1 января 1834 г.) был командирован как офицер Генерального штаба в 5-й пехотный корпус, где последовательно занимал должности дивизионного квартирмейстера и старшего адъютанта корпусного штаба и произведён в поручики (29 января 1836 г.), штабс-капитаны (29 мая 1836 г.) и капитаны (29 марта 1939 г.).
В 1841 году Непокойчицкий был командирован на Кавказ и в составе чеченского отряда генерала П. Х. Граббе участвовал в ряде экспедиций против Шамиля, в том числе и в штурме Ахульго, боях у Захан-Юрта и набеге отряда полковника П. П. Нестерова в землю галашевцев, за отличие награждён орденом Св. Станислава 2-й степени. Вернувшись в конце года в свой корпус, Непокойчицкий снова приступил к исполнению обязанностей по должности старшего адъютанта. Однако, через два года, когда 5-й корпус был переведён на Кавказ, Непокойчицкий снова принял участие в боевых делах, на этот раз в Дагестанском отряде генерала А. Н. Лидерса. Состоя в этом отряде Непокойчицкий особенно отличился при овладении Ахтынской переправой и при переходе через Сулак, а также в бою при Черкее. В 1844—1845 гг. он снова состоял в Чеченском отряде, действовавшем против Шамиля, и принял участие в Даргинской экспедиции, отличился в деле на высотах Азала. За все эти дела Непокойчицкий был награждён орденами Св. Анны 2-й степени (13 октября 1844 г., за отличие на Сулаке), Св. Владимира 4-й степени с бантом (12 апреля 1845 г., за отличие в кампании 1844 г.), мечами и бантом к ордену Св. Станислава 2-й степени (1 июля 1845 г., за отличие на высотах Азал), мечами к ордену Св. Анны 2-й степени (21 августа 1845 г., за отличие при Дарго) и чином подполковника (26 марта 1844 г.). В августе 1845 г. Непокойчицкий был назначен обер-квартирмейстером 5-го пехотного корпуса и вместе с корпусом был передислоцирован в Ставрополь, 18 октября 1847 г. произведён в полковники.

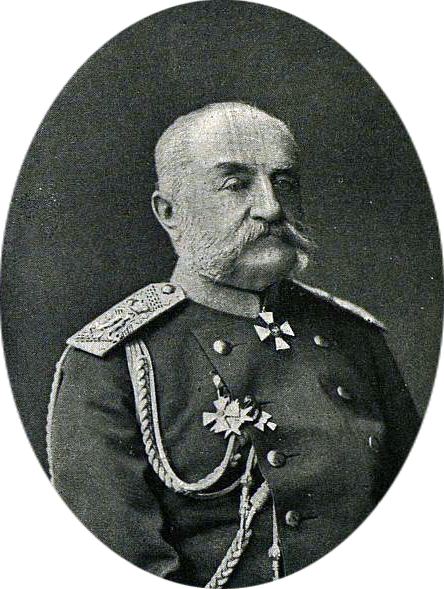
А. А. Непокойчицкий, 1877-1878

В Венгерскую кампанию 1849 г. Непокойчицкий был начальником штаба отряда своего корпуса и находился в Трансильвании, и за отличия в сражениях с инсургентами при взятии укреплений в Темешском и Ротенбургском ущельях, при занятии Кронштадта и Германштадта, в сражениях при Сегешваре и Мюленбахе получил чин генерал-майора (4 августа 1849 г., старшинство с 25 июля 1849 г.), пять именных Высочайших благоволений и орденов Св. Владимира 3-й степени (12 октября 1849 г., за отличие при взятии Кронштадта) и Св. Станислава 1-й степени с мечами (12 октября 1850 г.). В сентябре 1849 г. Непокойчицкий был назначен исполняющим дела начальника штаба войск, занимавших Молдавию и Валахию, а в 1852 г. — начальником штаба 5-го пехотного корпуса. В это время им было написано «Описание войны в Трансильвании» (СПб., 1858); 18 августа 1851 г. награждён орденом Св. Анны 1-й степени (императорская корона к этому ордену пожалована 28 сентября 1852 г.) и 1 февраля 1852 г. — орденом Св. Георгия 4-й степени за 25 лет службы в офицерских чинах.
Накануне Крымской войны Непокойчицкий был в составе миссии генерал-адъютанта князя Меншикова в Константинополе, а при открытии военных действий вернулся в корпус и под руководством генерала Лидерса действовал на Дунайском театре. В марте 1854 г. Непокойчицкий форсировал Дунай у Галаца и принял самое деятельное участие во всех эпизодах осады Силистрии, за отличия был награждён орденом Св. Владимира 2-й степени с мечами (30 июля 1854 г., за переправу через Дунай) и 29 декабря 1854 г. получил золотую шпагу с бриллиантами и надписью «За храбрость» (за осаду Силистрии). 22 сентября 1855 г. был произведён в генерал-лейтенанты и 27 декабря назначен начальником штаба Южной армии и сухопутных и морских сил, находящихся в Крыму, а 27 марта 1856 г. определён начальником штаба 2-й армии и 26 августа 1856 г. был удостоен ордена Белого Орла.
В эпоху реформ императора Александра II Непокойчицкий был призван к разработке разнообразных законодательных актов и административных вопросов, 25 августа 1857 г. состоялось его назначение председателем Комитета о сокращении штатов Военного министерства, в 1859 г. он был назначен председателем Военно-кодификационной комиссии. 21 августа 1864 г. Непокойчицкий получил место члена Военного совета, 27 марта 1866 г. получил орден св. Александра Невского (алмазные знаки к этому ордену получил 17 апреля 1870 г.), 31 марта 1868 г. произведён в генералы от инфантерии, а 30 августа 1874 г. пожалован в генерал-адъютанты и назначен председателем Особой временной комиссии по управлению Императорской медико-хирургической академией. В том же году в газете «Русский инвалид» (№ 50) была опубликована биография генерал-адъютанта А. Н. Лидерса, вышедшая из под пера Непокойчицкого.

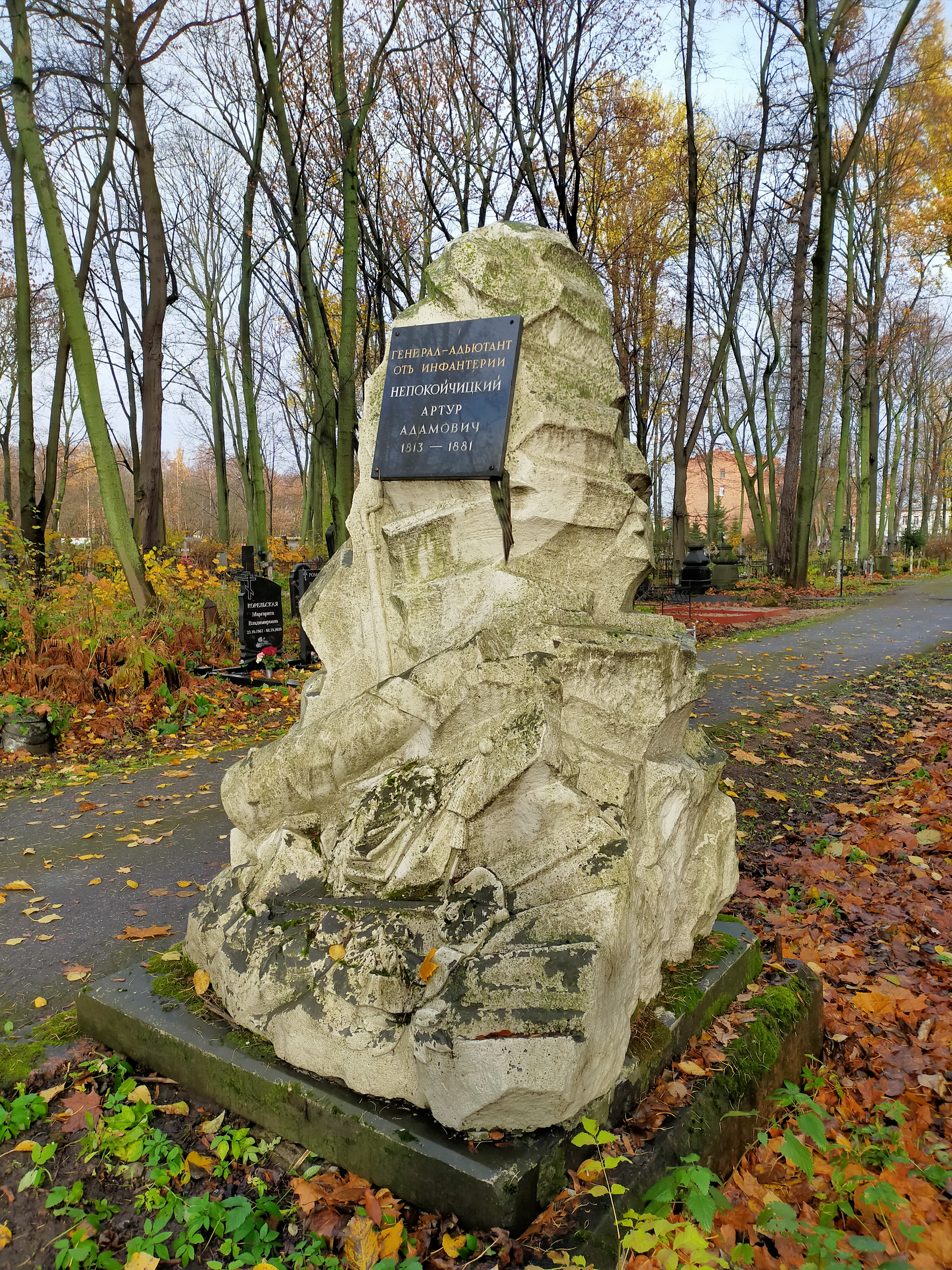
Памятник на могиле генерала А.А. Непокойчицкого, Волковское лютеранское кладбище

Накануне Турецкой войны 1877—1878 гг. Непокойчицкий был назначен шефом 54-го Минского пехотного полка и определён на пост начальника полевого штаба действующей на европейском театре армии. Деятельность Непокойчицкого на этом посту, была, по отзывам современников, малоэнергичной. Тем не менее 15 июня 1877 он был отмечен орденом св. Георгия 3-го класса № 536 
В награду за подвиги отличной распорядительности во время войны с Турцией, увенчанные блестящим успехом при переходе русских войск через Дунай, в таком пункте, где неприятель не ожидал переправы.
 и 29 ноября 1877 г. орденом Св. Георгия 2-го кл. № 112 
За деятельное участие при покорении Плевны, 28-го Ноября 1877 года.
 Кроме этих наград, Непокойчицкий 16 апреля 1878 г. был награждён орденом св. Владимира 2-й степени с мечами и рядом иностранных орденов, среди которых прусский Pour le Mérite (26 апреля 1878 г.). Положительным качеством Непокойчицкого как начальника штаба было лишь его невозмутимое спокойствие и в штабе и на позициях под огнём, которое, однако, М. А. Газенкампф характеризует в своём «Дневнике» как «старческую апатичность»; затем Непокойчицкий был полезен в качестве посредника при столкновениях главнокомандующего великого князя Николая Николаевича с Э. И. Тотлебеном и Д. А. Милютиным. Наиболее сильным нареканиям Непокойчицкий подвергся за привлечение к делу продовольствования армии компании «Грегер, Горвиц и Коган», часто находившей у него и его начальника канцелярии генерала Кущевского незаслуженную и не в интересах войск поддержку.
16 апреля 1878 г., по увольнении великого князя Николая Николаевича от должности главнокомандующего, Непокойчицкий был отчислен от должности начальника штаба и назначен членом Государственного совета. В последние годы жизни он был награждён орденом Св. Владимира 1-й степени.
Скончался в Санкт-Петербурге 11 (23) ноября 1881 года, похоронен с женой на Волковском лютеранском кладбище (Квистовая дорога, уч. 3).

## Награды
- Орден Святого Георгия 2-й степени (29.11.1877)
- Орден Святого Георгия 3-й степени (15.06.1877)
- Орден Святого Георгия 4-й степени (01.02.1852)
- Орден Святого Владимира 1-й степени с мечами (16.04.1878)
- Орден Святого Владимира 2-й степени с мечами (30.07.1854)
- Орден Святого Владимира 3-й степени с мечами (12.10.1849)
- Орден Святого Владимира 4-й степени с бантом (12.04.1845)
- Орден Святого Александра Невского (27.03.1866)
- Алмазные знаки к ордену Святого Александра Невского (17.04.1870)
- Орден Белого орла (26.08.1856)
- Орден Святой Анны 1-й степени (18.08.1851)
- Императорская корона к ордену Святой Анны 1-й степени (28.09.1852)
- Орден Святой Анны 2-й степени (13.10.1844)
- Мечи к ордену Святой Анны 2-й степени (21.08.1845)
- Орден Святого Станислава 1-й степени с мечами (12.10.1850)
- Орден Святого Станислава 2-й степени (23.04.1841)
- Мечи к ордену Святого Станислава 2-й степени (01.07.1845)
- Медаль «За усмирение Венгрии и Трансильвании» (1849)
- Тёмно-бронзовая медаль «В память войны 1853—1856» (1856)
- Медаль «В память русско-турецкой войны 1877—1878» (1878)
- Знак отличия «За XV лет беспорочной службы» (22.08.1851)
- Знак отличия «За XX лет беспорочной службы» (22.08.1856)
- Золотая шпага «За храбрость» с бриллиантами (29.12.1854)
- Табакерка с портретом императора Александра II, украшенная алмазами (23.04.1861)
- Табакерка с портретом императора Александра II, украшенная алмазами (17.04.1863)
- Австрийский орден Железной короны 2-й степени (02.07.1849)
- Мекленбург-Шверинский крест «За военные заслуги» 1-го класса (08.08.1877)
- Прусский орден «Pour le Mérite» (26.04.1878)
- Румынский орден Звезды, большой крест с мечами (23.01.1878)
- Румынский крест «За переход через Дунай» (11.1878)
- Сербский  орден Таковского креста, большой крест (25.05.1878)
- Сербская золотая медаль «За храбрость» (25.05.1878)
- Черногорская медаль «За храбрость» (1878)

## Семья
Был женат на Марцеллине Герштенцвейг (23.08.1823—12.10.1878), фрейлине Высочайшего Двора, дочери генерала от артиллерии Д. А. Герштенцвейга, сестре варшавского военного генерал-губернатора А. Д. Герштенцвейга. По разделу с братом, помещица отцовского имения Кемяны, состоящего Ковенской губернии, в Поневежском уезде, в коем, при покупке оного в 1825, крестьян было 164 души. 
Их сыновья:
- Артур[4] (15.07.1852—26.05.1900), флигель-адъютант (1877), полковник Лейб-гвардии Конного полка; похоронен на Никольском кладбище Александро-Невской лавры;
- Александр (10.05.1855—06.01.1868), похоронен на Волковском лютеранском кладбище.